# غاليندو أثناريز الثاني
غاليندو أثناريز الثاني (المتوفي عام 922) كونت أراغون بين عامي 893–922، وهو ابن وخليفة أثنار غاليندز الثاني.
شارك غاليندو في التحالف الذي ساند انقلاب عام 905 في بنبلونة، الذي أتى بابن أخته سانشو على العرش. ورغم ذلك، فقد هاجم هذا الملك الجديد عام 911، بالتعاون مع محمد بن عبد الملك الطويل وعبد الله بن محمد بن لب القسوي. إلا أن الحلفاء هُزموا، فقُتل الطويل، وأجبر غاليندو على إعلان ولائه لسانشو.
تزوج غاليندو مرتين. فأنجب من زوجته الأولى إيسابيلا غارسيز ابنة دوق غاسكونية غارسيا سانشيز الثاني، ولديه ميرو وريديمتوس وابنته تودا زوجة هونفريد برنات كونت ريباغورثا. ومن زوجته الثانية، سانشا غارسيز البشكنسية ابنة غارسيا خيمينيز ملك نافارا وأخت الملك سانشو الأول، بناته بيلاسكيتا وأندريغوتا غاليندز زوجة غارسيا سانشيز الأول ملك نافارا.